# ميكي فوجيموتو
ميكي شوجي (باليابانية:庄司 美貴, ولدت في 26 فبراير 1985)، معروفة مهنياً باسم ميلادها ميكي فوجيموتو (藤本 美貴) ولقبها هو ميكيتي. هي مغنية بوب و ممثلة تيلفيزونية يابانية. بعد فشلها في اختبار دخول فرقة الفتيات مورنينغ موسومي مع الجيل الرابع من الأعضاء، ظهرت فوجيموتو لأول مرة كمغنية منفردة في 2002 مع أغنية «إيناي ناغاي نيشيبي». إنضمت فوجيموتو لاحقاً لفرقة مورنينغ موسومي في 2003 مع الجيل السادس وأصبحت لاحقاً قائدة الفرقة في 2007.

## حياتها المبكرة
ولدت فوجيموتو ونشأ في منطقة تاكيكاوا في هوكايدو باليابان. ولديها شقيق كبير، الذي فاز بقضية تشهير إلى جانب فوجيموتو في عام 2009.

## التمثيل

### الأفلام
- 2003 – 17sai ~Tabidachi no Futari~ (17才～旅立ちのふたり～؟) (17才～旅立ちのふたり～؟)

### المسلسلات
- 2002 – Tenshi no Utagoe: Shōnibyōtō no Kiseki (天使の歌声～小児病棟の奇跡～؟) (天使の歌声～小児病棟の奇跡～؟)
- 2004 – Shinshun Wide Jidaigeki: Ryuuma ga Yuku (新春ワイド時代劇　竜馬がゆく؟) (新春ワイド時代劇　竜馬がゆく؟)
- 2009 – Daremo Mamorenai (誰も守れない؟) (誰も守れない؟)
- 2009 – Reset Dai 6wa "Kazoku no Futatsu no Wakaremichi" (RESET第６話『家族の二つの分かれ道』؟) (RESET第６話『家族の二つの分かれ道』؟)

### المسرح
- 2008 – Hakana "Itoshi no Hakana" yori (HAKANA「いとしの儚」より）～؟) (HAKANA「いとしの儚」より）～؟)

### المسرحيات الموسيقية
- 2006 – الأميرة ياقوت: The Musical (リボンの騎士ザ・ミュージカル؟) (リボンの騎士ザ・ミュージカル؟) as Hecate
- 2008 – Grease: The Musical as Rizzo

### الراديو
- 2002–2003 – Fujimoto Miki Heart Days Radio (藤本美貴 ハート・デイズ・レディオ؟) (藤本美貴 ハート・デイズ・レディオ؟)
- 2002–2007 – Fujimoto Miki no Dokimiki Night (藤本美貴のドキ♥みきNight؟) (藤本美貴のドキ♥みきNight؟)
- 2004–2007 – Young Town Dōyōbi (ヤングタウン土曜日؟) (ヤングタウン土曜日؟)

## وصلات خارجية
- old/official Hello! Project profile
- J.P ROOM Inc official site
- Miki Fujimoto Official Blog
- ميكي فوجيموتو على موقع IMDb (الإنجليزية)
- ميكي فوجيموتو على موقع ميوزك برينز (الإنجليزية)
- ميكي فوجيموتو على موقع أول ميوزيك (الإنجليزية)
- ميكي فوجيموتو على موقع ديسكوغز (الإنجليزية)
- ميكي فوجيموتو على موقع قاعدة بيانات الفيلم (الإنجليزية)
- Hello! Project Stats
- Yankinuki Mikitei company website